# Rajgarh (Distrikt)
Rajgarh (Hindi: राजगढ़ जिला) ist ein Distrikt im indischen Bundesstaat Madhya Pradesh.
Der 6153 km² große Distrikt liegt 100 km nordwestlich von Bhopal, der Hauptstadt von Madhya Pradesh.
Der Fluss Kali Sindh bildet die westliche Distriktgrenze, während dessen Zufluss Newaj den Distrikt durchfließt und dabei die Distrikthauptstadt Rajgarh passiert.

## Bevölkerung
Beim Zensus 2011 betrug die Einwohnerzahl 1.545.814.
10 Jahre zuvor waren es noch 1.254.085.
Das Geschlechterverhältnis liegt bei 956 Frauen auf 1000 Männer.
Die Alphabetisierungsrate beträgt 61,21 % (73,02 % bei Männern, 48,95 % bei Frauen).
Die Hinduisten bilden mit 92,76 % die größte Glaubensgruppe. 6,92 % sind Muslime.

## Verwaltungsgliederung
Der Distrikt ist in 7 Tehsils gegliedert:
- Biaora
- Jirapur
- Khilchipur
- Narsinghgarh
- Pachore
- Rajgarh
- Sarangpur

Städte vom Status einer Municipality sind:
- Biaora
- Narsinghgarh
- Sarangpur

## Geschichte
Im Rahmen der Bildung von Madhya Bharat entstand im Mai 1948 der Distrikt Rajgarh.
Zuvor war das Gebiet des heutigen Distrikts auf die Fürstenstaaten Rajgarh, Narsinghgarh, Khilchipur, Dewas (Senior), Dewas (Junior) und Indore verteilt.